# Atomic Bomb Casualty Commission

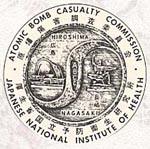
Emblem

Die Atomic Bomb Casualty Commission (ABCC) (dt. etwa: „Kommission zur Untersuchung der Atombombenopfer“) wurde 1946 vom Nationalen Forschungsrat der National Academy of Sciences auf Anordnung von US-Präsident Harry S. Truman gegründet, um die Spätfolgen der ionisierenden Strahlendosen unter den Überlebenden nach den Atombombenexplosionen in Hiroshima und Nagasaki zu untersuchen. Diese arbeitete fast dreißig Jahre bis zu ihrer Auflösung im Jahr 1975.

## Entwicklung
Erste Untersuchungen fanden statt, nachdem Radio Tokio über mysteriöse Todesfälle in Hiroshima und Nagasaki berichtet hatte. US-Militärs schickten daher am 19. September 1945 ein Untersuchungsteam unter Leitung von General Thomas Farrell los, der bereits am Manhattan-Projekt mitgewirkt hatte, um den Gerüchten ein Ende zu machen. Farrell beschrieb seine Aufgabe später als „Unsere Mission bestand darin, nachzuweisen, dass es keine Radioaktivität gab“.
Die ABCC kam in Japan am 24. November 1946 an und machte sich zunächst mit der Tätigkeit des japanischen Militärs vertraut. Sie besuchte Hiroshima und Nagasaki, um zu sehen, was bereits getan war. Sie fand heraus, dass die Japaner eine gut organisierte medizinische Gruppe unter dem japanischen Nationalen Forschungsrat hatten, die Untersuchungen auf Sofort- und Spätschäden bei den Überlebenden der Atombombe durchführten. Es ist fast unmöglich, eine genaue Zahl zu bekommen, wie viele Menschen in den beiden Bombenabwürfen getötet wurden, da aus beiden Städten Menschen bereits seit Beginn des Krieges evakuiert worden waren. Hiroshima erwartete Bombenangriffe, da die Stadt ein wichtiges militärisches Versorgungszentrum war, so dass viele Menschen das Gebiet verlassen hatten. Es kamen auch Personen aus den umliegenden Gebieten in die Stadt in unregelmäßigen Abständen, um in Arbeitsgruppen zu helfen. Robert Holmes, Direktor von 1954 bis 1957, sagte, die Überlebenden seien die wichtigsten lebenden Menschen.
Die ABCC stützte sich auch auf die Arbeit von japanischen Wissenschaftlern, die bereits vor Ankunft der ABCC in Japan die Überlebenden beobachtet hatten. So gab es Informationen aus amerikanischen und japanischen Quellen.
Die ABCC wuchs schnell in den Jahren 1948 und 1949. Ihre Mitarbeiterzahl wurde in einem Jahr vervierfacht. Bis 1951 erreichte sie eine Gesamtzahl von 1063 Beschäftigten – davon 143 Amerikaner und 920 Japaner. Die vielleicht wichtigste Forschung, die durch die ABCC unternommen wurde, war die Genetik-Studie, die sich auf die Unsicherheiten über die möglichen langfristigen Auswirkungen ionisierender Strahlung bei schwangeren Frauen und ihre ungeborenen Kinder konzentrierte. Die Studie fand keine Beweise für weitgestreute genetische Schäden. Jedoch wurde eine auffallende Häufung von Mikrozephalie und verzögerter geistiger Entwicklung bei Kindern festgestellt, die vor der Geburt der Strahlung ausgesetzt waren.

## Reaktionen
Die meisten Japaner misstrauten der ABCC, weil sie für die rein wissenschaftliche Forschung und Lehre, nicht aber für die medizinische Versorgung aufgestellt und im Wesentlichen von den USA unterstützt worden war. Es wurde weiter kritisiert, dass die Untersuchungen werktags während der Arbeitszeit stattfanden und die betreffenden Personen keine Entschädigung dafür erhielten. Die ABCC habe japanische Bedürfnisse in kleinen Details missachtet: Die Schilder und Zeitschriften in den Wartezimmern waren nur in englischer Sprache. Der Bodenbelag im Warteraum für Mütter und Babys war aus poliertem Linoleum, so dass Frauen in ihren Holzschuhen oft ausrutschten und hinfielen. Die ABCC behandelte die Überlebenden eigentlich nicht, sondern studierte sie einfach über längere Zeit hinweg.
Anderseits brachten die Untersuchungen medizinische Informationen. Babys erhielten einen Check-up bei der Geburt und 9 Monate später. Gesundheitliche Baby Check-ups waren dort zuvor fast unbekannt. Auch Erwachsenen wurden ärztliche Untersuchungen zuteil.

## Fortsetzung
Im Jahre 1951 wollte die Atomenergiebehörde (AEC) die Mittel für die Tätigkeit der ABCC Werk in Japan einfrieren. Daraufhin veröffentlichte der Genetiker James V. Neel einen Aufruf, und die AEC beschloss jährlich 20.000 US$ für drei Jahre zu zahlen, um die Forschung fortzusetzen. Trotz aller Bemühungen war das Vertrauen in die ABCC rückläufig. Unter dem neuen Namen Radiation Effects Research Foundation und mit neuer Organisation wurde die Arbeit im April 1975 fortgesetzt. Die Nachfolgekommission ist von USA und Japan paritätisch besetzt und bis heute aktiv.
Die Berichte der ABCC blieben bis April 1952 unter Verschluss. Als 1952 der Arzt Shingeto Fumio auf einem Kongress japanischer Hämatologen über eine auffällige Häufung von Leukämien als mögliche Folge der Atombombe sprach, kritisierte die ABCC ihn scharf. Auch andere japanische Ärzte und Wissenschaftler sammelten (obwohl es eine Zeitlang verboten war) Daten und klinische Verläufe. Sie dokumentierten – und tun dies bis heute – die Folgen und Spätfolgen der Bombenexplosionen: Hunderttausende Krebsfälle, vielgestaltige Krankheitsbilder, Missbildungen und genetische Schäden bei nachfolgenden Generationen.

## Kritik und Diskussionen über die ABCC
Die Atomic Bomb Casualty Commission (ABCC, 1946–1975) sammelte Informationen über die medizinischen Auswirkungen der Atombombe auf die Hibakusha, ohne ihnen jedoch irgendeine medizinische Versorgung, Linderung oder finanzielle Entschädigung zukommen zu lassen. Die Studien konnten einen ganzen Tag in Anspruch nehmen und betrafen eine ohnehin stark verarmte Bevölkerung. Obwohl es sich nicht um eine Organisation der Besatzungsmacht handelte, war die ABCC ein Informationssammelapparat für die Vereinigten Staaten. Zwar arbeiteten japanische und amerikanische Ärzte an dem Projekt, doch letztlich übernahmen die Vereinigten Staaten alle gesammelten Forschungsdaten, Studien, Fotografien und Proben (einschließlich Körperteilen, die manchmal ohne Zustimmung der Familien entnommen wurden). Ein Großteil dieser Daten befindet sich bis heute in den USA. Die von den Ärzten gesammelten Informationen durften während der Besatzung in Japan weder veröffentlicht noch geteilt werden. Diese Daten umfassten medizinische Berichte und Autopsien von Hibakusha.
Der Großteil der Berichte über die humanitären Folgen der Bombe wurde sowohl in den Vereinigten Staaten als auch in Japan unterdrückt. Gleichzeitig wurde Propaganda betrieben, um die medizinischen Ergebnisse, insbesondere die Auswirkungen der Strahlung, in der amerikanischen Presse zu widerlegen.
Obwohl japanische Ärzte Patienten behandelten und Informationen sammelten, wurden die Berichte später von den Vereinigten Staaten übernommen und nicht zur Veröffentlichung freigegeben. Bis heute sind sie in den Nationalarchiven in Maryland schwer zugänglich.
Viele Hibakusha berichteten von der Demütigung, stundenlang nackt posieren zu müssen, um von der ABCC fotografiert, gefilmt und wie Versuchskaninchen untersucht zu werden. Dazu gehörte auch das Zeigen ihres äußerst peinlichen Haarausfalls sowie die Entnahme von Blutproben und Gewebe, ohne jegliche Unterstützung oder Hilfe.
Die vielen Stunden, die sie für diese Untersuchungen aufwenden mussten, stellten für die Hibakusha eine zusätzliche Belastung dar und erschwerten ihnen den Zugang zu einem Arbeitsplatz. Es gab weder eine finanzielle Entschädigung noch eine kleine Verpflegung, obwohl die Mehrheit der Hibakusha in äußerster Armut lebte. Die ABCC führte außerdem zahlreiche Autopsien durch, bis zu 500 pro Jahr, wobei Gewebe- und Körperteile oft ohne Zustimmung der Familien entnommen und in die Vereinigten Staaten geschickt wurden.
Diese Autopsien wurden häufig unmittelbar nach dem Tod durchgeführt, was für die Familien sehr belastend war. Die Überlebenden wurden also ohne jegliche Gegenleistung belästigt. Die Toten, selbst Kinder, wurden obduziert.

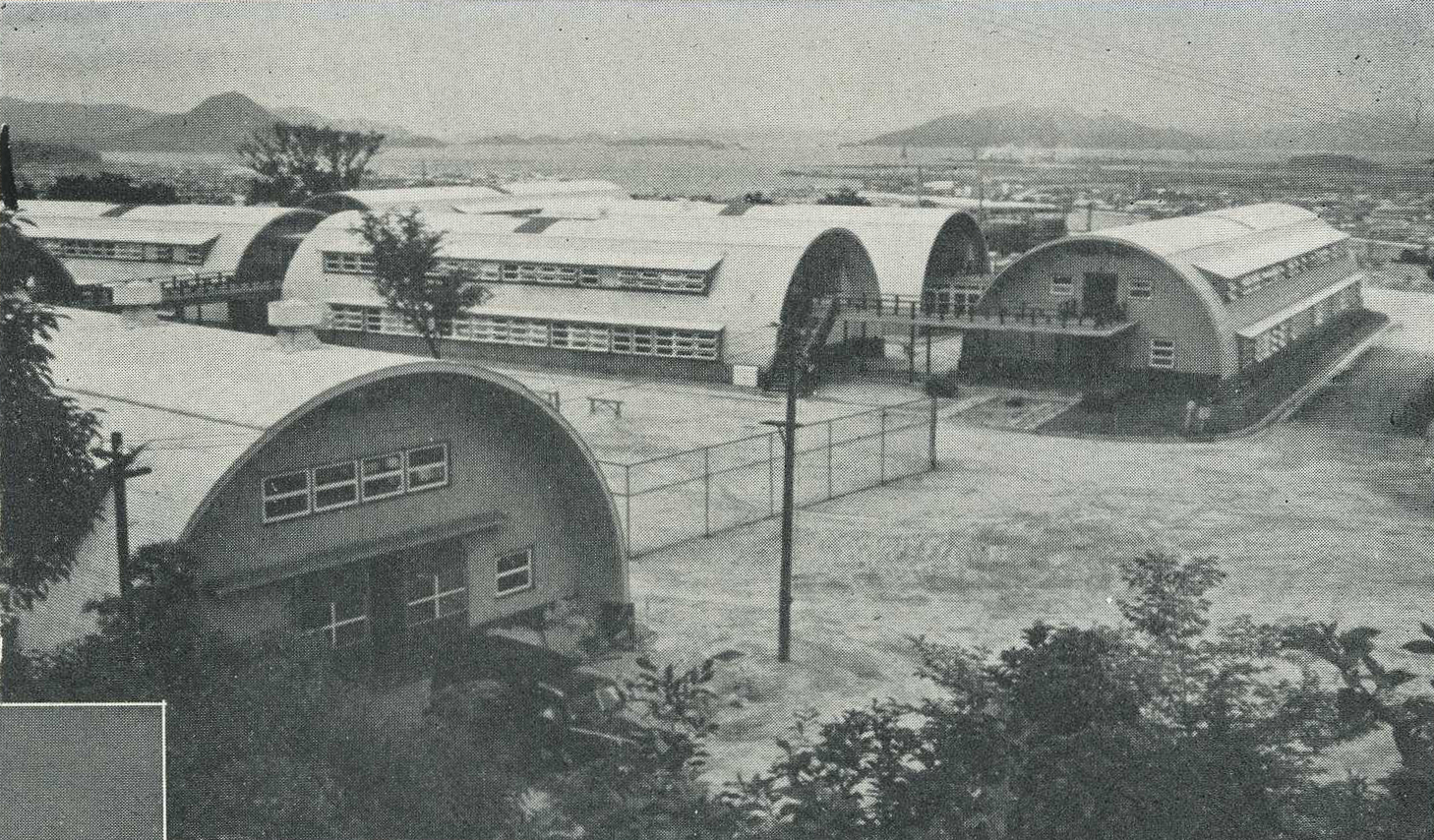
ABCC-Gebäude, 1955.

Die meisten überlebenden Frauen, die während der Bombardierung schwanger waren, erlitten Fehlgeburten. Die Kinder, die die Geburt überlebten, litten an Mikrozephalie, Herzkrankheiten, schweren geistigen und Entwicklungsverzögerungen, die auf die hohe Strahlenbelastung im Mutterleib zurückzuführen waren. Den Frauen wurde gesagt, dass dies auf Stress und Mangelernährung zurückzuführen sei, was sie für ihre eigene Situation verantwortlich machte. Da die medizinischen Ergebnisse zu den Strahlenwirkungen durch Zensur zurückgehalten wurden, erfuhren die Überlebenden erst später die wahren Ursachen der Anomalien.
Ohne verfügbare Daten konnten keine Schlussfolgerungen gezogen werden, was jegliche Veröffentlichung über die Hibakusha verhinderte. Durch die Zensur der Berichte war es keinem Japaner möglich, sich über die Folgen der Strahlung zu informieren, was zum Tod jener führte, die weiterhin der Radioaktivität ausgesetzt waren. Für die verstorbenen Hibakusha stellte die Entnahme ihrer Organe ohne Zustimmung eine Verletzung der Wünsche ihrer Familien dar. Für die Überlebenden hingegen verschwanden ihre medizinischen Unterlagen, die sie benötigten, um ihren Status als Hibakusha nachzuweisen und angemessene medizinische Hilfe zu erhalten.
Als die medizinischen Berichte schließlich zugänglich wurden, war es für viele Hibakusha bereits zu spät. Als die Hibakusha schließlich Anspruch auf medizinische Hilfe vom japanischen Staat erhielten, mussten sie Dokumente vorlegen, um ihren Status zu beweisen. Da jedoch über 23.000 Datensätze, darunter klinische Berichte, menschliche Überreste und andere Dokumente, bis Mai 1973 unter militärischer Geheimhaltung in den USA aufbewahrt wurden, hatten viele Hibakusha Schwierigkeiten, ihren Status nachzuweisen.

### Nishiyama-Bezirk in Nagasaki
Die ABCC-Kommission konzentrierte sich auch auf den Nishiyama Bezirk in Nagasaki. Zwischen dem Hypozentrum und Nishiyama lagen Berge, die verhinderten, dass Strahlung und Hitze der Explosion Nishiyama direkt erreichten, weshalb es keine unmittelbaren Schäden gab. Durch fallende Asche und Regen war jedoch weiterhin erhebliche Strahlung vorhanden. Daher wurden nach dem Krieg Gesundheitserhebungen durchgeführt, ohne die lokale Bevölkerung über den wahren Zweck zu informieren. Anfangs wurden diese Studien in Nishiyama vom US-Militär durchgeführt, später jedoch an die ABCC-Kommission übergeben.
Einige Monate nach den Atombombenangriffen zeigten die Bewohner von Nishiyama einen deutlichen Anstieg der weißen Blutkörperchen. Bei Tieren kann nach Ganzkörperbestrahlung Leukämie entstehen, weshalb Forscher untersuchen wollten, was beim Menschen geschieht. Auch Osteosarkom wurde bei Personen diagnostiziert, die radioaktives Material oral aufgenommen hatten. Laut Bericht der ABCC-Kommission galten die Bewohner des Nishiyama-Bezirks, die nicht direkt vom Atombombenangriff getroffen wurden, als ideale Population, um die Auswirkungen von Reststrahlung zu beobachten.
Die Vereinigten Staaten führten die Forschung zur Reststrahlung auch nach der Wiedererlangung der Unabhängigkeit Japans fort, doch die Ergebnisse wurden den Bewohnern von Nishiyama nie mitgeteilt. Folglich bewirtschafteten die Bewohner nach dem Krieg weiterhin ihre Felder, doch die Zahl der Leukämie-Erkrankten stieg an und es starben mehr Menschen.
Nach den Atombombenangriffen wollten japanische Wissenschaftler Forschungen zur Heilung der Hibakusha durchführen, doch der SCAP erlaubte japanischen Forschern nicht, die durch die Atombombe verursachten Schäden zu untersuchen. Besonders bis 1946 waren die Vorschriften streng, was zu einem Anstieg der Todesfälle durch Strahlenexposition beitrug.

### Verwendung von Thorotrast und ABCC-Forschung in Hiroshima
Nach dem Zweiten Weltkrieg führte die von den USA in Hiroshima gegründete Atomic Bomb Casualty Commission (ABCC) medizinische Forschungen mit dem radioaktiven Kontrastmittel Thorotrast und einem ähnlichen Mittel namens Umbra-Tor durch. Zwischen 1949 und 1951 wurden diese Mittel männlichen Patienten im Alter von 19 bis 71 Jahren in einem Krankenhaus in Kure, Präfektur Hiroshima, verabreicht, und anschließend wurden Röntgenaufnahmen in ABCC-Einrichtungen durchgeführt.
Thorotrast wurde international von den 1930er bis 1940er Jahren weit verbreitet verwendet. Aufgrund seiner Tendenz, lange im Körper zu verbleiben und Strahlung abzugeben, war es mit Risiken innerer Strahlenexposition und Krebs verbunden. In Japan wird geschätzt, dass zwischen 20.000 und 30.000 Menschen vor Kriegsende Thorotrast-Injektionen erhalten haben.
Ein ABCC-Bericht von 1964 stellte fest, dass von 56 Personen, die das Kontrastmittel erhalten hatten, bis 1961 neun verstorben waren, was Verdacht auf langfristige Strahlenfolgen weckte, auch wenn kein direkter Zusammenhang mit der Todesursache angegeben wurde. Von den 23 überlebenden Patienten hatten 20 noch Rückstände des Mittels im Körper, und 14 zeigten Symptome wie Fibrose. Dies markierte eine Abkehr von früheren, günstigeren Bewertungen von Thorotrast hin zu einer vorsichtigeren Haltung.
Obwohl Thorotrast in den USA wegen Sicherheitsbedenken nicht zugelassen war, wurde die Forschung zu seinen Wirkungen im besetzten Hiroshima fortgesetzt. Es wird vermutet, dass die Forschungsdaten später aus Japan entfernt und ins Ausland gebracht wurden.

### Kritik an nicht-therapeutischer Humanforschung
Die Vereinigten Staaten führten Forschung zu den Auswirkungen von Strahlung in Japan durch. Hibakusha wurden zufällig in Einrichtungen eingeladen, die wie Krankenhäuser wirkten, erhielten aber statt medizinischer Behandlung keine Therapie, sondern wurden von der Atomic Bomb Casualty Commission (ABCC) als Versuchspersonen verwendet. Wenn medizinische Fachkräfte potenziell lebensbedrohliche Zustände bei den Überlebenden erkannten, gab die ABCC diese Informationen nicht weiter und bot keine Behandlung an, sondern beobachtete den Krankheitsverlauf.
Der australische Historiker Paul Ham kritisierte die Behandlung der Atombombenüberlebenden durch die ABCC als vergleichbar mit der Verwendung von Laborratten.

„Die Anweisung erwähnte keine Behandlung: Leben zu verlängern oder Schmerzen zu lindern waren weder Ziel noch Nebeneffekt der Aufgabe. Ob die Patienten – oder genauer die Exponate – lebten oder starben, war für das Mandat der ausländischen Ärzte unerheblich. Wie die Opfer lebten oder starben, ob sich ihre Zustände verbesserten oder verschlechterten; ob sie irgendwann an Krebs litten oder diesen an ihre Kinder weitergaben; das waren Fragen der kalten wissenschaftlichen Untersuchung. Kurz gesagt: die bestrahlten japanischen Zivilisten sollten als amerikanische Laborratten dienen. Darin lag – so würden zukünftige Rationalisten argumentieren – ein Nutzen des Bombenabwurfs auf eine Stadt: wissenschaftliche Daten über Gammastrahlung zu gewinnen.“